# Joshua Chamberlain
Joshua Lawrence Chamberlain, född Lawrence Joshua Chamberlain 8 september 1828 i Brewer i Maine, död 24 februari 1914 i Portland i Maine, var en amerikansk republikansk politiker och brigadgeneral i nordstatsarmén i amerikanska inbördeskriget. Han var Maines guvernör 1867–1871.
Chamberlain utexaminerades 1852 från Bowdoin College och gifte sig 1855 med Fanny Adams. Efter tre års studier i teologi vid Bangor Theological Seminary bestämde sig Chamberlain att inte bli präst eller missionär utan återvände till Bowdoin där han sedan undervisade i retorik.
År 1862 tog Chamberlain värvning i nordstaternas armé. Han deltog i amerikanska inbördeskriget först som överstelöjtnant och befordrades 1863 till överste. Året därpå befordrades han till brigadgeneral. Han deltog i slagen vid Antietam, Shepherdstown Ford, Fredericksburg, Chancellorsville och Gettysburg.
Chamberlain efterträdde 1867 Samuel Cony som guvernör och efterträddes 1871 av Sidney Perham. Därefter tjänstgjorde han som rektor för Bowdoin College fram till år 1883. År 1893 tilldelades Chamberlain Medal of Honor för insatserna i slaget vid Gettysburg.